# Ropalidia irritata
Ropalidia irritata är en getingart som först beskrevs av Smith 1864.  Ropalidia irritata ingår i släktet Ropalidia och familjen getingar. Inga underarter finns listade i Catalogue of Life.